# Макаровский район (Сахалинская область)
Мака́ровский район — административно-территориальная единица (район), в границах которой вместо упразднённого одноимённого муниципального района образовано муниципальное образование Мака́ровский городской округ в Сахалинской области России.
Административный центр — город Макаров.

## География
Макаровский район приравнен к районам Крайнего Севера.
Расположен в юго-восточной части острова Сахалин вдоль побережья Охотского моря. На севере Макаровский городской округ граничит с городскими округами Вахрушев и Поронайский, на западе — с Углегорскии районом и Томаринским городским округом, на юге — с Долинским городским округом.

## История
5 июня 1946 года был образован Макаровский район в составе Южно-Сахалинской области Хабаровского края. 2 января 1947 года Южно-Сахалинская область была ликвидирована, её территория включена в состав Сахалинской области, которая была выведена из состава Хабаровского края.
Городской округ образован 1 января 2005 года. До 2012 года основным наименованием городского округа являлось Макаровский район, после 2012 года — Макаровский городской округ.

## Население
| 1959   | 1970    | 1979    | 1989    | 2002  | 2009  | 2010  | 2011  | 2012  |
| ------ | ------- | ------- | ------- | ----- | ----- | ----- | ----- | ----- |
| 33 866 | ↘16 704 | ↘14 969 | ↗14 993 | ↘9774 | ↘8920 | ↘8579 | ↘8532 | ↘8425 |
| 2013   | 2014    | 2015    | 2016    | 2017  | 2018  | 2019  | 2020  | 2021  |
| ↘8330  | ↘8172   | ↗8252   | ↗8257   | ↘8166 | ↘7989 | ↘7731 | ↘7631 | ↘7090 |
| 2023   |         |         |         |       |       |       |       |       |
| ↘6939  |         |         |         |       |       |       |       |       |

В Макаровском районе традиционно проживают сахалинские корейцы, доля которых по переписи 2010 составляла 5,3% населения.
Естественное движение
| Годы | Рождений | Смертей | Е.п  | Миграция | Рождаемость ‰ | Смертность ‰ | Е.п. ‰ | Миграция ‰ |
| ---- | -------- | ------- | ---- | -------- | ------------- | ------------ | ------ | ---------- |
| 2010 | 85       | 199     | -114 | 67       | 9,96          | 23,32        | -13,36 | 7,85       |
| 2011 | 75       | 173     | -98  | -9       | 8,90          | 20,53        | -11,63 | -1,07      |
| 2012 | 103      | 157     | -54  | -41      | 12,36         | 18,85        | -6,48  | -4,92      |
| 2013 | 86       | 148     | -62  | -96      | 10,52         | 18,11        | -7,59  | -11,75     |
| 2014 | 126      | 145     | -19  | 99       | 15,27         | 17,57        | -2,30  | 12,00      |
| 2015 | 97       | 141     | -44  | 49       | 11,75         | 17,08        | -5,33  | 5,93       |

## Населённые пункты
В состав района (городского округа) входят 11 населённых пунктов:
| №  | Населённый пункт | Тип населённого пункта        | Население |
| -- | ---------------- | ----------------------------- | --------- |
| 1  | Восточное        | село                          | ↘338      |
| 2  | Горное           | село                          | ↗41       |
| 3  | Гребенское       | село                          | ↘1        |
| 4  | Заозёрное        | село                          | ↘1        |
| 5  | Макаров          | город, административный центр | ↘5691     |
| 6  | Новое            | село                          | ↘553      |
| 7  | Поречье          | село                          | ↘253      |
| 8  | Пугачёво         | село                          | ↘13       |
| 9  | Тихое            | село                          | ↘25       |
| 10 | Туманово         | село                          | ↗17       |
| 11 | Цапко            | село                          | ↘0        |

## Социальная сфера
Образование
Общеобразовательные учебные заведения:
- МОУ «Начальная общеобразовательная школа г. Макарова» (г. Макаров, ул. Хабаровская, 17-а)
- МОУ «Начальная общеобразовательная школа с. Поречье» (с. Поречье, ул. Школьная, 12)
- МБОУ «Средняя общеобразовательная школа № 1 г. Макарова» (г. Макаров, ул. Хабаровская, 16)
- МОУ «Средняя общеобразовательная школа № 2 г. Макарова» (г. Макаров, ул. 50 лет Октября, 26)
- МОУ «Средняя общеобразовательная школа с. Новое» (с. Новое, ул. Октябрьская, 24)
- МОУ «Основная общеобразовательная школа с. Восточное» (с. Восточное, ул. Привокзальная, 8)
- МОУ «Вечерняя (сменная) общеобразовательная школа г. Макарова» (г. Макаров, ул. Бумажная 26)
- МОУДОД «Детская школа искусств г. Макарова» (г. Макаров, ул. Школьная, 31)
- МОУДОД «Детская юношеская спортивная школа г. Макарова» (г. Макаров, ул. Ленинградская, 14-а)

Здравоохранение
В Макаровском городском округе работает одна районная больница, четыре фельдшерско-акушерских пункта, городская поликлиника, станция скорой медицинской помощи.

## Экономика
В экономике городского округа доминируют рыболовство, пищевая промышленность, добыча нерудных строительных материалов, сельское хозяйство. Пищевая промышленность заключается на производстве рыбных консервов, свежемороженой рыбы и морепродукции, хлеба, хлебобулочных и кондитерских изделий.